# Kommunikationshilfenverordnung
Die Verordnung zur Verwendung von Gebärdensprache und anderen Kommunikationshilfen im Verwaltungsverfahren nach dem Behindertengleichstellungsgesetz (Kommunikationshilfenverordnung – KHV) ist eine Rechtsverordnung des Bundesministeriums des Innern im Einvernehmen mit dem Bundesministerium für Arbeit und Sozialordnung, die Anlass und Umfang, Art und Weise sowie die Vergütung des Anspruchs auf Bereitstellung eines Gebärdensprachdolmetschers oder anderer geeigneter Kommunikationshilfen nach dem Behindertengleichstellungsgesetz (BGG) regelt. Rechtsgrundlage ist § 9 Abs. 2 BGG.
Die Verordnung gilt für alle natürlichen Personen, die als Beteiligte eines Verwaltungsverfahrens im Anwendungsbereich des Verwaltungsverfahrensgesetzes wegen einer Hör- oder Sprachbehinderung zur Wahrnehmung eigener Rechte für die mündliche Kommunikation einen Anspruch auf Bereitstellung einer Dolmetscherin oder eines Dolmetschers für die Deutsche Gebärdensprache, für lautsprachbegleitende Gebärden oder anderer geeigneter Kommunikationshilfen haben.
Die Bundesländer haben eigene vergleichbare Regelungen erlassen.

## Hintergrund
In Deutschland ist die Amtssprache im Verwaltungsverfahren Deutsch (§ 23 VwVfG). Es darf jedoch niemand wegen seiner Sprache oder Behinderung benachteiligt werden (Art. 3 Abs. 3 GG). Die Deutsche Gebärdensprache ist deshalb als eigenständige Sprache, lautsprachbegleitende Gebärden als Kommunikationsform der deutschen Sprache ausdrücklich anerkannt (§ 6 Abs. 1 und 2 BGG). Hörbehinderte Menschen wie Gehörlose, Ertaubte und Schwerhörige sowie sprachbehinderte Menschen haben das Recht, die Deutsche Gebärdensprache oder lautsprachbegleitende Gebärden oder andere geeignete Kommunikationshilfen zu verwenden (§ 6 Abs. 3 BGG).
Die Verordnung will insoweit die Benachteiligung von behinderten Menschen beseitigen und ihre gleichberechtigte Teilhabe am Leben in der Gesellschaft gewährleisten (§ 1 BGG). Sie erfüllt die gesetzliche Verpflichtung zur barrierefreien Geltendmachung von Beteiligtenrechten in Verwaltungsverfahren wie dem Recht, Anträge zu stellen, angehört zu werden oder Rechtsbehelfe einzulegen.

## Inhalt
Mögliche Kommunikationshilfen sind Gebärdensprachdolmetscher, außerdem Kommunikationshelfer wie Schrift-, Simultanschrift- und Oraldolmetscher sowie Kommunikationsassistenten. Geeignete Kommunikationsmethoden sind insbesondere Lormen und taktil wahrnehmbare Gebärden und gestützte Kommunikation für Menschen mit autistischer Störung. Kommunikationsmittel sind insbesondere akustisch-technische Hilfen oder grafische Symbol-Systeme (§ 3 KHV).
Im Rahmen ihres individuellen Bedarfs haben die Berechtigten ein Wahlrecht hinsichtlich der zu benutzenden Kommunikationshilfe, die von der Behörde
oder von dem Berechtigten selbst bereitgestellt werden kann (§§ 2, 4 KHV).
Gebärdensprachdolmetscher und Kommunikationshelfer werden in entsprechender Anwendung des Justizvergütungs- und -entschädigungsgesetzes (JVEG) von der Behörde entschädigt (§ 5 KHV).

## Regelungen der Bundesländer
- Baden-Württemberg: Landesgesetz zur Gleichstellung von Menschen mit Behinderungen (Landes-Behindertengleichstellungsgesetz – L-BGG)  (PDF; 66 kB)
- Bayern: Bayerische Verordnung zur Verwendung der Deutschen Gebärdensprache und anderer Kommunikationshilfen im Verwaltungsverfahren und in der Kommunikation mit der Schule (Bayerische Kommunikationshilfenverordnung – BayKHV)
- Berlin: Gesetz über die Gleichberechtigung von Menschen mit und ohne Behinderung (Landesgleichberechtigungsgesetz – LGBG)  und Verordnung zur Verwendung der Deutschen Gebärdensprache und anderer Kommunikationshilfen für die Kommunikation in der Schule (Schulkommunikationsverordnung – SchulKommV)  (PDF; 37 kB)
- Brandenburg: Verordnung zur Verwendung von Gebärdensprache und anderen Kommunikationshilfen im Verwaltungsverfahren nach dem Brandenburgischen Behinderungsgleichstellungsgesetz (Brandenburgische Kommunikationshilfenverordnung – BbgKHV)  (PDF; 66 kB)
- Bremen: Verordnung zur Verwendung von Gebärdensprache und anderen Kommunikationshilfen im Verwaltungsverfahren nach dem Bremischen Behindertengleichstellungsgesetz (Bremische Kommunikationshilfenverordnung – BremKHV)  (PDF; 61 kB)
- Hamburg: Verordnung zur Verwendung von Gebärdensprache und anderen Kommunikationshilfen im Verwaltungsverfahren (Hamburgische Kommunikationshilfenverordnung – HmbKHVO)  (PDF; 119 kB)
- Hessen: Verordnung zur Ausführung des Hessischen Behinderten-Gleichstellungsgesetzes (HessBGGAV)  (PDF; 86 kB)
- Mecklenburg-Vorpommern: Verordnung zur Verwendung von Gebärdensprache und anderen Kommunikationshilfen in Verwaltungsverfahren nach dem Landesbehindertengleichstellungsgesetz (Kommunikationshilfeverordnung Mecklenburg-Vorpommern – KHVO M-V)
- Niedersachsen: Gesetz zur Gleichstellung von Menschen mit Behinderung (Niedersächsisches Behindertengleichstellungsgesetz – NBGG)  (PDF; 45 kB)
- Nordrhein-Westfalen: Verordnung zur Verwendung von Gebärdensprache und anderen Kommunikationshilfen im Verwaltungsverfahren nach dem Behindertengleichstellungsgesetz Nordrhein-Westfalen (Kommunikationsunterstützungsverordnung Nordrhein-Westfalen – KHV NRW)
- Rheinland-Pfalz: Landesgesetz zur Gleichstellung behinderter Menschen (LGGBehM)  (PDF; 87 kB)
- Saarland: Verordnung zum Gesetz zur Gleichstellung von Menschen mit Behinderungen im Saarland (Saarländische Behindertengleichstellungsverordnung – SBGVO)  (PDF; 142 kB)
- Sachsen: Verordnung der Sächsischen Staatsregierung über die Verwendung von Gebärdensprache und anderen Kommunikationshilfen im Verwaltungsverfahren (Sächsische Kommunikationshilfenverordnung – SächsKhilfVO)  (PDF; 12 kB)
  - Sachsen-Anhalt: Verordnung zur Gleichstellung von Menschen mit Behinderungen in der öffentlichen Verwaltung des Landes Sachsen-Anhalt (Behindertengleichstellungsverordnung des Landes Sachsen-Anhalt – BGGVO LSA)  (PDF; 196 kB)
- Schleswig-Holstein: Gesetz zur Gleichstellung von Menschen mit Behinderung in Schleswig-Holstein (Landesbehindertengleichstellungsgesetz – LBGG)  (PDF; 29 kB)
- Thüringen: Verordnung zur Ausführung des Thüringer Gesetzes zur Gleichstellung und Verbesserung der Integration von Menschen mit Behinderungen (ThürGIGAVO)  (PDF; 45 kB)